# Axel Sophus Guldberg
Axel Sophus Guldberg, född den 2 november 1838 i Kristiania (nuvarande Oslo), död den 28 februari 1913 i Aker, var en norsk matematiker. Han var son till Carl August Guldberg, bror till Cato Maximilian, Cathinka Augusta och Gustav Adolph Guldberg samt far till Alf Guldberg.
Guldberg blev student 1856, avlade 1863 reallärarexamen, blev 1867 filosofie doktor på avhandlingen De omvendte funktioner anvendte paa theorien for algebraiske ligninger och samma år lärare i matematik vid krigsskolan. Åren 1874–1884 var han därjämte föreståndare för den kongelige tegneskole i Kristiania. Guldberg utgav bland annat Astronomiens elementer (1863), Om feilenes kompensation i den leibnizske infinitesimalregning (1868), Regningsarterne og deres anvendelse (samma år), Indledning i arithmetik og algebra (1869), Elementær plangeometri (1870), Mathematikens betydning og anvendelse (samma år), Om sandsynlighedsregningen (1873), Determinanternes theori (1876), Kortfattet lærebog i algebraisk analyse (1879) samt, i "Kristiania videnskabsselskabs forhandlinger", Om ligninger af femte grad (1869), Om ligninger af tredje og femte grad (1871) och Bidrag til ligningernes theori (1877).